# Старое кладбище (Турец)
Старое кладбище — место погребения жителей местечка Турец, деревень Броносово и Новоселки.

## История
В XVII—XVIII веках в местечке Турец существовала униатская Церковь Покрова Панны Марии. После 1839 года - это Церковь Покрова Пресвятой Богородицы. На холме, вокруг церкви, было кладбище.
В 1786 году опекунша церкви, староста жмудская Людвика Хадкевич, обратилась к митрополиту Киевскому и всея Руси с просьбой образовать новое кладбище и на его территории построить каменную церковь. В своем письме к митрополиту она сообщила, что кладбище в центре Турца, окружено застройкой и огородами, и несет разного рода проблемы. Митрополит поручил Новогрудскому декану Яну Савичу выбрать место под кладбище и осветить его . Но перенос кладбища по неизвестной причине не состоялся.
В конце XVIII столетия, после того, как Турец вошел в состав Российской империи (1795 г.) для него стал действовать Указ Правительствующего Сената 1771 года, ноября 1 числа о кладбищах. Теперь хоронить умерших в центре местечка у церкви можно было только в особых случаях. Согласно новому закону для кладбища должна быть отведена специальная территория за чертой местечка. Вокруг этой территории должны быть вырыты рвы и она должна быть обнесена валом, чтобы скот не мог попасть сюда. Указ также предписывал построить хотя бы небольшие деревянные церкви на первое время.
В 1830-е годы на окраине местечка Турец, в конце Еремичской улицы, было образовано кладбище. Сейчас местные жители называют его — Старое кладбище. На его территории была построена небольшая Церковь титула Святого Яна Евангелиста — кладбищенская каплица. После 1839 года это Церковь Святого апостола Иоанна Богослова.
Конфессиональная принадлежность кладбища — православное.
На Военно-топографической карте Европейской России (также известной под названием «трёхвёрстка») в 1865—1866 гг. отмечены следующие значимые объекты местечка:
- Церковь Покрова Пресвятой Богородицы
- Католическая каплица на Почтовой улице
- Церковь Святого апостола Иоанна Богослова
- Кладбище. Захоронения Дуниных-Раецких и Кашицев.

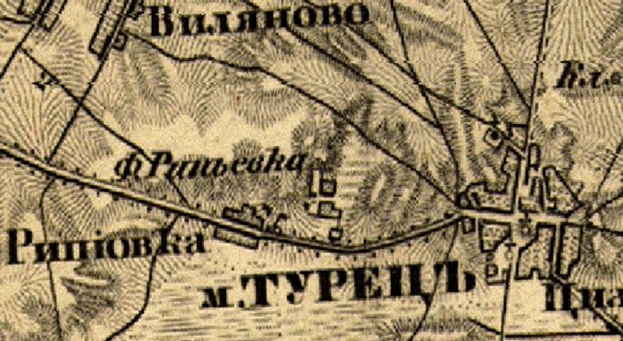
Военно-топографическая карта Европейской России

В настоящее время территория кладбища занимает примерно 0,635 га. С момента своего основания  кладбище было обнесено валом, а на валу была поставлена деревянная штакетная ограда. На территории кладбища было посажено более 50 штук деревьев: каштанов, вишен и вербы. Вход на кладбище запирался воротами с замком. Предположительно вход на кладбище был со стороны местечка.

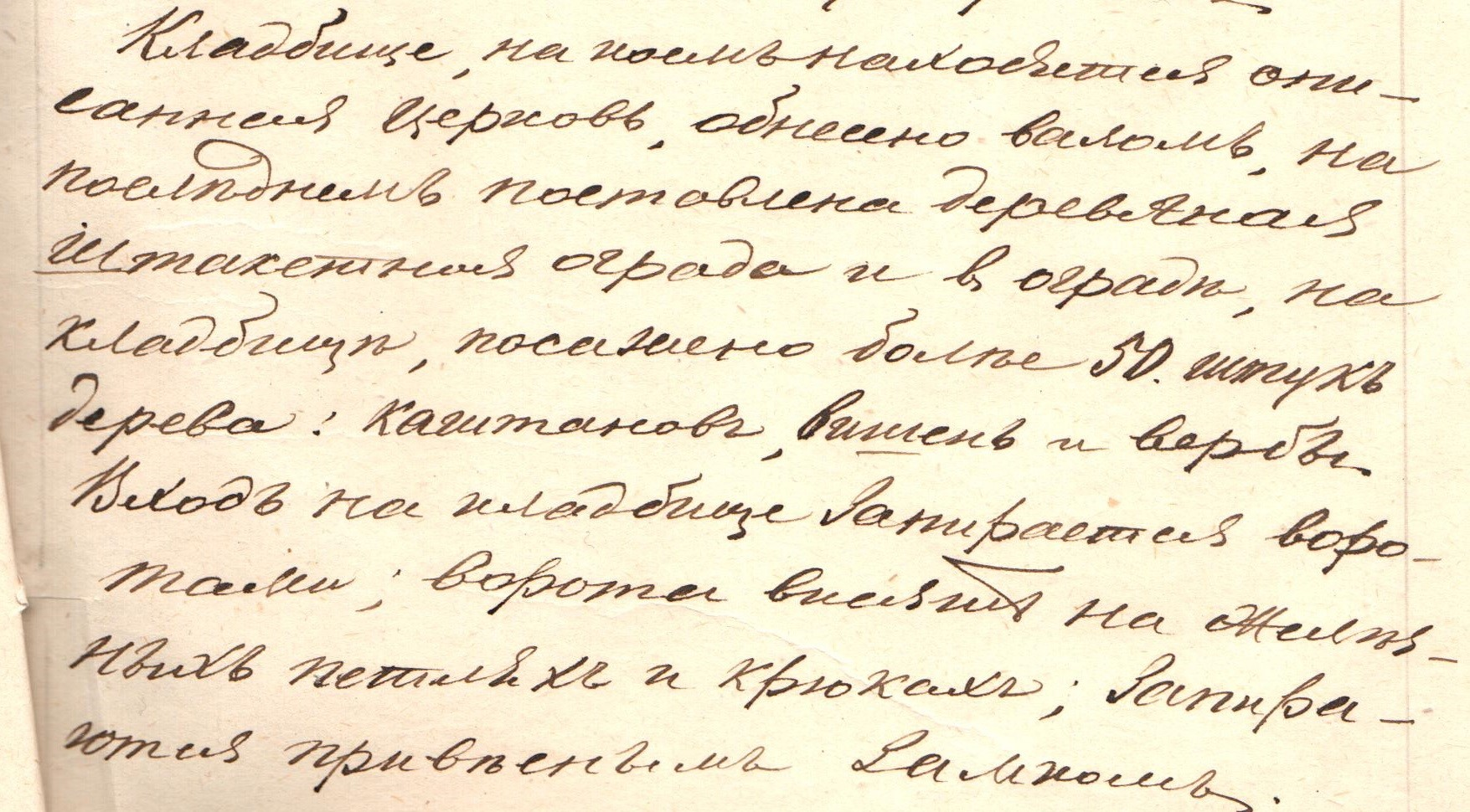
Описание кладбища Юлианом Зелинским. 1881 г.

С началом строительства Церкви Покрова Пресвятой Богородицы в 1886 году кладбище на окраине Турца становится единственным кладбищем в Турце. При строительстве Покровской церкви, холм опустили на 1 метр, надгробные камни с могил демонтировали и использовали для строительства храма. Древнее кладбище на холме в центре местечка прекратило свое существование.
Примерно в 1960 году было образовано Новое кладбище, которое находится справа от центрального входа.

## Храмы на кладбище
В 1830-е годы на территории кладбища была построена кладбищенская каплица — Церковь титула Святого Яна Евангелиста. Алтарная часть церкви была обращена к западу, что характерно для униатских храмов. После ликвидации Брестской церковной унии на Полоцком церковном соборе в 1839 года и перехода в православное ведомство церковь получила титул Святого апостола Иоанна Богослова. Богослужение в ней совершалось в дни Св. Иоанна Богослова 8-го мая и 26 сентября, во вторник Фоминой недели, а также при погребении умерших.
По состоянию на 1881 год здание церкви было деревянным, на каменном фундаменте, обшито досками, крыша покрыта соломою. На крыше водружены были два железных креста.  Пол был деревянный, дверь входная одна, окон было пять. Колокольни при церкви не было.
Вход в церковь был со стороны местечка, как и вход на кладбище.
С началом строительства новой каменной Церкви Покрова Пресвятой Богородицы в 1886 году возникла необходимость во временной приходской церкви для местечка на период строительства. Поэтому в 1886 году церковь Иоанна Богослова была увеличена пристройкой из материала бывшей приходской деревянной церкви Покрова Пресвятой Богородицы. И в период с 1886  года по 1888 год церковь Иоанна Богослова стала выполнять функции приходской.
В сентябре 1889 года была отремонтирована на средства церкви. И по состоянию на 1905 год отмечается, что здание церкви было достаточно крепким и внутри благовидным.
Внутри церкви был расположен алтарь и иконостас. Церковь была хорошо оснащена и имела всю необходимую утварь. В описи имущества Турецкой кладбищенской Иоанно-Богословской Церкви за 1881 год значится множество различных икон, кресты, лампады и одно паникадило, приобретенное прихожанами в Кёнигсберге. Также перечислено Евангелие, напечатанное в Вильне в 1744 году.
Некоторое время псаломщиком в церкви состоял Михаил Новицкий (1869 г. - ?).
Каплица сгорела в июле 1944 г. при освобождении Турца от немецко-фашистских захватчиков. До настоящего времени сохранился лишь древний крест. Предположительно, это униатский крест с крыши Церкви Святого Яна Евангелиста.

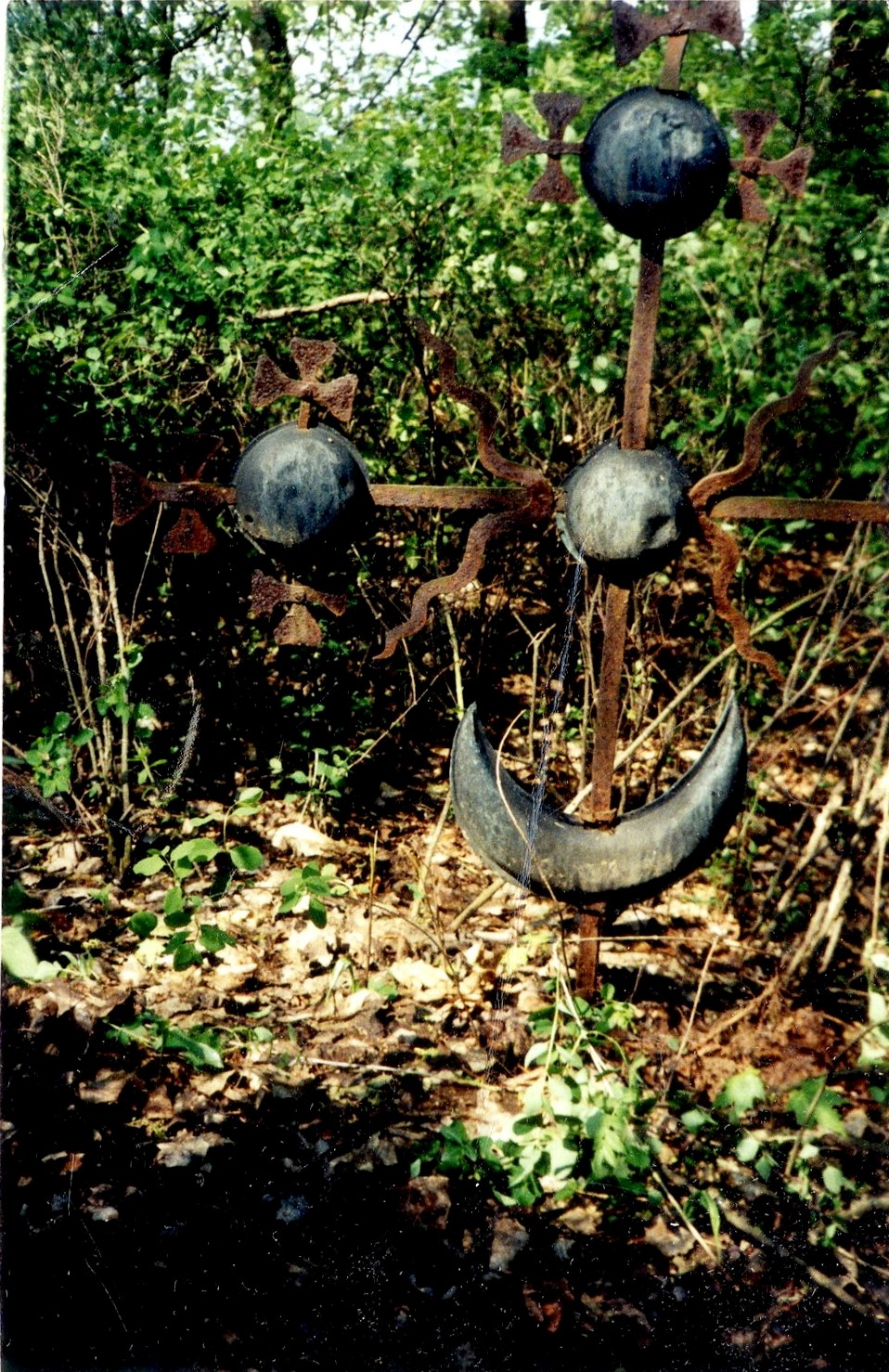
Униатский крест с крыши церкви Яна Евангелиста

## Захоронения
С момента своего основания кладбище было предназначено для захоронения усопших греко-католического (униатского) вероисповедания и католиков. После 1839 года на этом кладбище стали хоронить православных христиан.
Предположительно захоронения велись от каплицы в стороны, к краям кладбища. Захоронений раннего периода, где указана дата смерти, мало.
Самые старые обнаруженные захоронения 1850 года принадлежат семье Бударкевич и семье Ермола. Кресты с табличками изготовлены мастером на заказ и имеют эпитафии на польском языке.
- Захоронение семьи БУДАРКЕВИЧ 1850 года:

"Cypryana Anastazyi ||
(Pamiątka)
Po Zmarłych | BUDARKIEWICZACH | STANISŁAWA NASTAZYI | Jerzego Mikołaja Anto | niego Awdokiji Symo | na damiceli razalii | Tadeusza Zofji | …….. Aleksandra | Kasi Jana mariany | Leona".

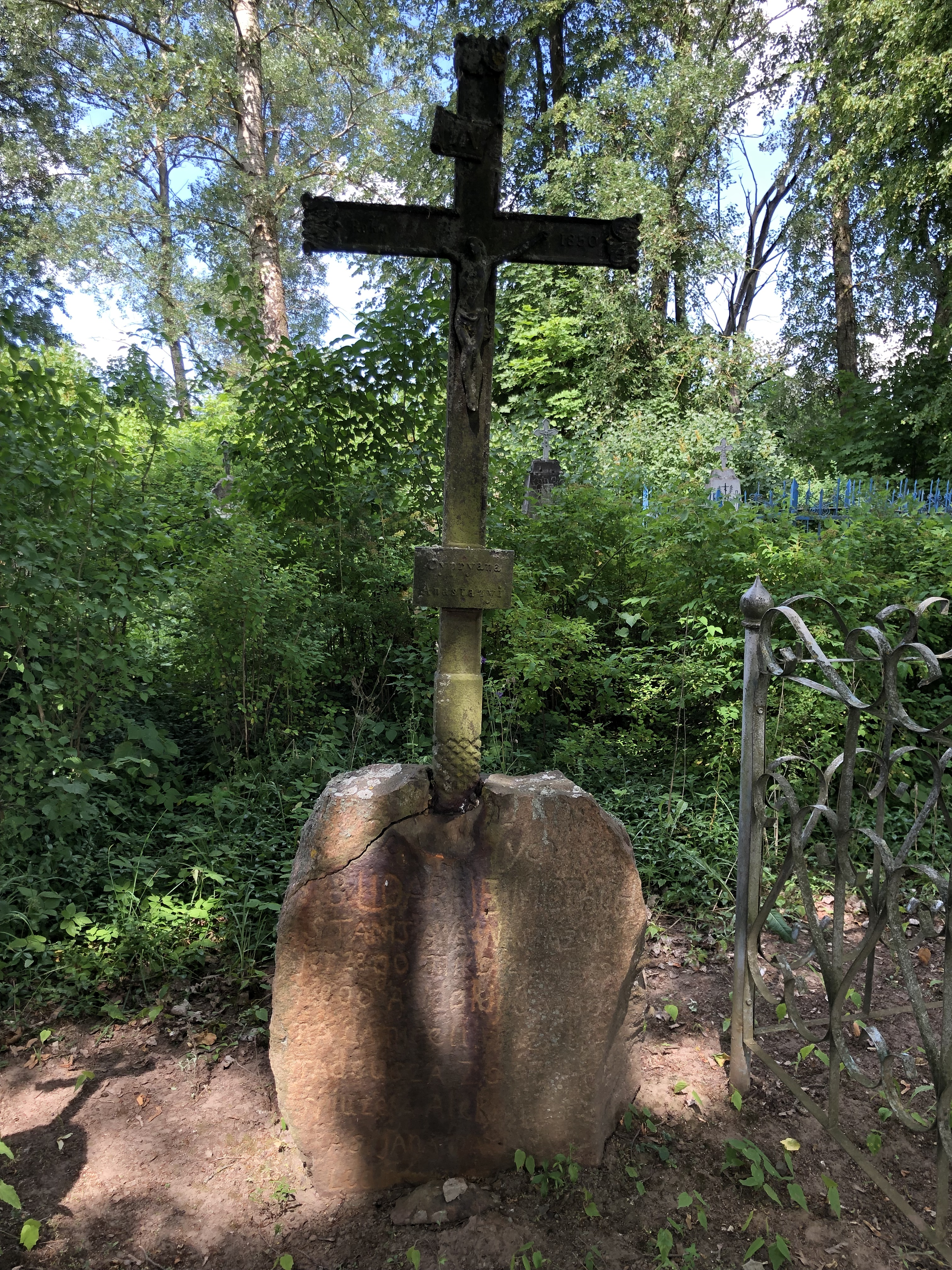
Захоронение Бударкевичей 1850 г.

- Захоронение семьи ЕРМОЛА 1850 года:

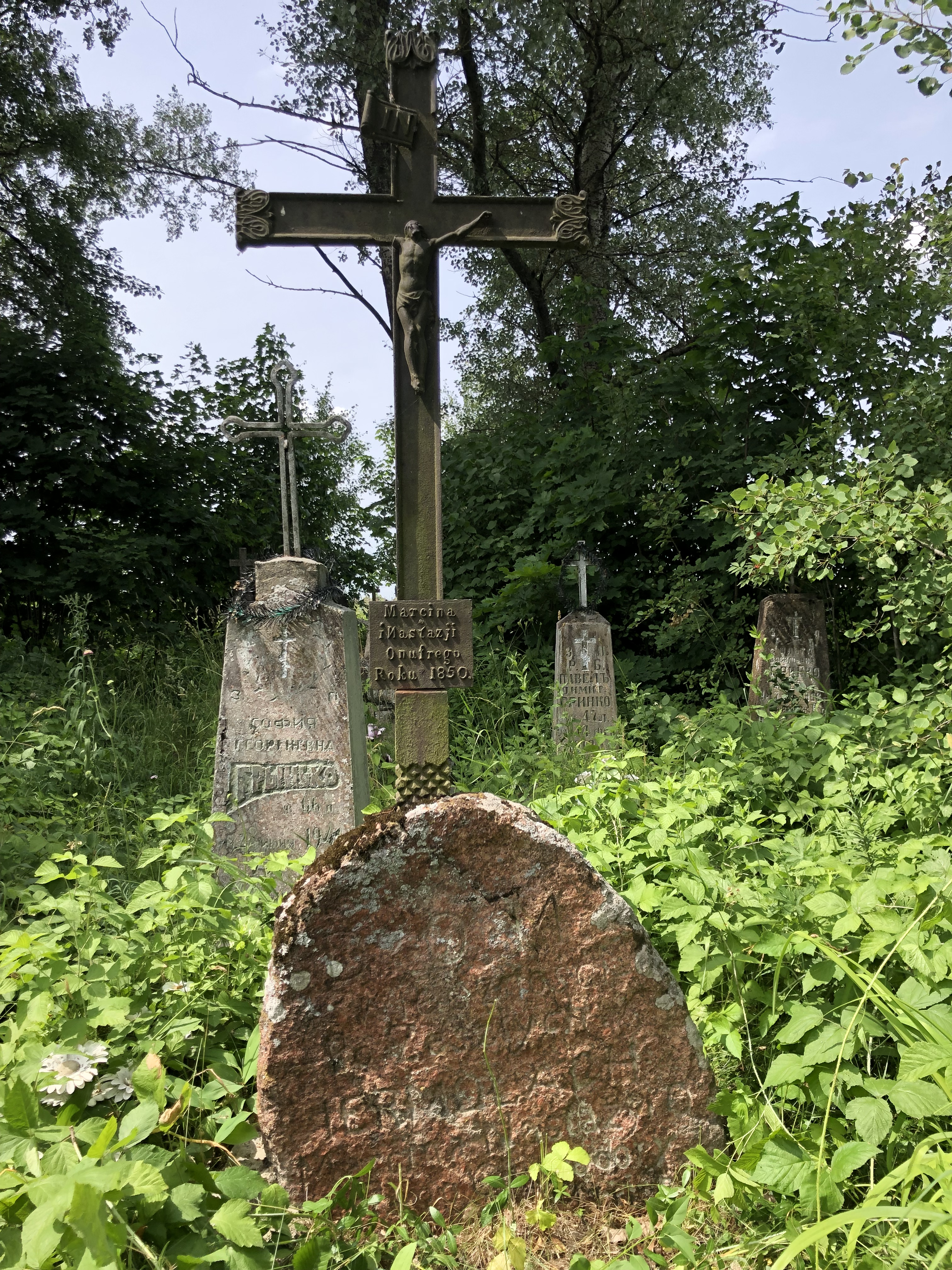
Захоронение семьи Ермола 1850 г.

«Marcina i Nastazji, Onufrego. Roku 1850». «DOM wieczności po Zeszłych IERMOLACH».
«Мартина и Настасьи, Онуфрия. 1850 года». «DOM вечности по ушедших ЕРМОЛАХ».
Большое количество захоронений, предположительно XIX века, либо не имеют даты смерти их владельца, либо текст на надгробных камнях уже нет возможности прочесть.
Основная масса захоронений на Старом Турецком кладбище — это могилы XX века.

### Братская могила
Братская могила 14 июня 1943 года. Захоронена семья Бурак, 6 человек, жители д. Броносово.

### Перенос захоронений
Один из последних монахов Лавришевского монастыря, проживающий в местечке Турец, иеромонах Донат был похоронен на Старом кладбище в Турце.
Постройки Лавришевского монастыря были разрушены во время Первой мировой войны. Заботу о престарелом иеромонахе Донате взяла на себя семья Андрея и Марии Пучко из м. Турец. Умер Донат в 1924 году в возрасте 78 лет. Будучи образованным человеком, иеромонах подготовил брата Андрея Пучко — Дмитрия, который экстерном успешно сдал экзамены на учителя математики. Работал школьным учителем в г. Лодзь, а затем в м. Турец. После ухода из жизни Доната благодарный ученик заказал в Вильно памятник, стилизованный под дерево с обрубленными ветвями, и установил его на могиле иеромонаха на Старом кладбище.
На памятнике сделана надпись: «Иеромонах Донат, ж. 78 лет, ум. 30.III.1924 г. Прохожий ты идешь, но ляжешь, как и я, присядь и отдохни на камне у меня, сорви былинку и вспомни о судьбе, я дома, ты в гостях, подумай о себе. Соор. Д. ПУЧКО».
В 2010 году останки иеромонаха Доната перенесены из Турца в Лавришевский монастырь и перезахоронены на Святой горе. Перенесен и установлен на новой могиле и памятник.

## Некоторые эпитафии
- Эпитафия на памятнике Иеромонаха Доната: «Прохожий ты идешь, но ляжешь, как и я, присядь и отдохни на камне у меня, сорви былинку и вспомни о судьбе, я дома, ты в гостях, подумай о себе».
- Эпитафия на памятнике Станкевича Степана Антоновича: «Стары Рымар дратву вяжа, без Катрыны спаць не ляжа».